# Toeva op het Türkvizyonsongfestival
De Russische deelrepubliek Toeva neemt sinds de eerste editie in 2013 deel aan het Türkvizyonsongfestival. De deelrepubliek heeft in totaal 3 keer deelgenomen aan het festival.

## Geschiedenis

### 2013
Toeva was een van de 25 deelnemende landen en regio's aan het eerste Türkvizyonsongfestival in 2013. De Toevaanse omroep besloot om intern te bepalen welke kandidaat naar het festival zou mogen gaan. Uiteindelijk viel de keuze op Saylık Ommun en het lied Çavıdak.
In Turkije moest elke deelnemer eerst aantreden in de halve finale, waarbij Toeva als 22ste aan de beurt was. Bij het bekendmaken van de finalisten bleek dat Ommun zich niet had weten plaatsen voor de finale. De resultaten van de halve finale werden nooit bekend gemaakt.

### 2014
Dat Toeva ook in 2014 zou deelnemen aan het festival was lang niet duidelijk. De regio werd aangekondigd als deelnemer, maar op de startvolgorde van de halve finale, die twee dagen ervoor gepubliceerd werd, stond Toeva niet vermeld. Een dag later verscheen de Toevaanse delegatie echter in Kazan, waar het festival georganiseerd werd. Hierop werd beslist om Toeva als laatste deelnemer in de halve finale toe te voegen. 
In die halve finale waren het enkel de beste vijftien doorgingen naar de finale. Toeva kwam na Chakassië aan de beurt. Met 151 punten eindigde Ajas Kuular op de twintigste plaats en was hiermee uitgeschakeld.

### 2015
Ook voor de editie in 2015 meldde Toeva zich aan. Wederom werd intern beslist welke artiest namens Toeva naar het festival zou gaan. De Toevaanse omroep selecteerde Arjaana Stal-ool en haar lied Tuvam. Vanwege de ruzie tussen Rusland en Turkije eind 2015 vroeg de Russische regering aan de Russisch deelnemende gebieden om af te zien van deelname aan het festival. Hierop besloot de Toevaanse omroep om toch niet deel te nemen.

### 2020
Bij de heropstart van het festival in 2020 was Toeva opnieuw van de partij. Oorzjak Omak Çopanoviç werd intern aangeduid om de regio te vertegenwoordigen. Omwille van de coronapandemie vond het festival online plaats en moesten alle deelnemers hun inzending op voorhand opnemen. Toeva kwam als zevende aan de beurt en sloot de avond af op de 15de plaats, van de 26 deelnemers. Dit is tot op heden veruit de beste prestatie van Toeva op het festival.

## Toevaanse deelnames
| Jaar | Artiest                | Titel           | Fin. | Ptn. | Semi | Ptn. | Taal     |
| ---- | ---------------------- | --------------- | ---- | ---- | ---- | ---- | -------- |
| 2013 | Saylık Ommun           | Çavıdak         | X    | X    | -    | -    | Toevaans |
| 2014 | Ajas Kuular            | Soebedej        | X    | X    | 20   | 151  | Toevaans |
| 2020 | Oorzjak Omak Çopanoviç | Bayla la talgam | 15   | 176  |      |      | Toevaans |

| Kleur | Betekenis      |
| ----- | -------------- |
|       | Eerste plaats  |
|       | Tweede plaats  |
|       | Derde plaats   |
|       | Laatste plaats |
|       | Gastland       |